# Condizione della donna in Thailandia

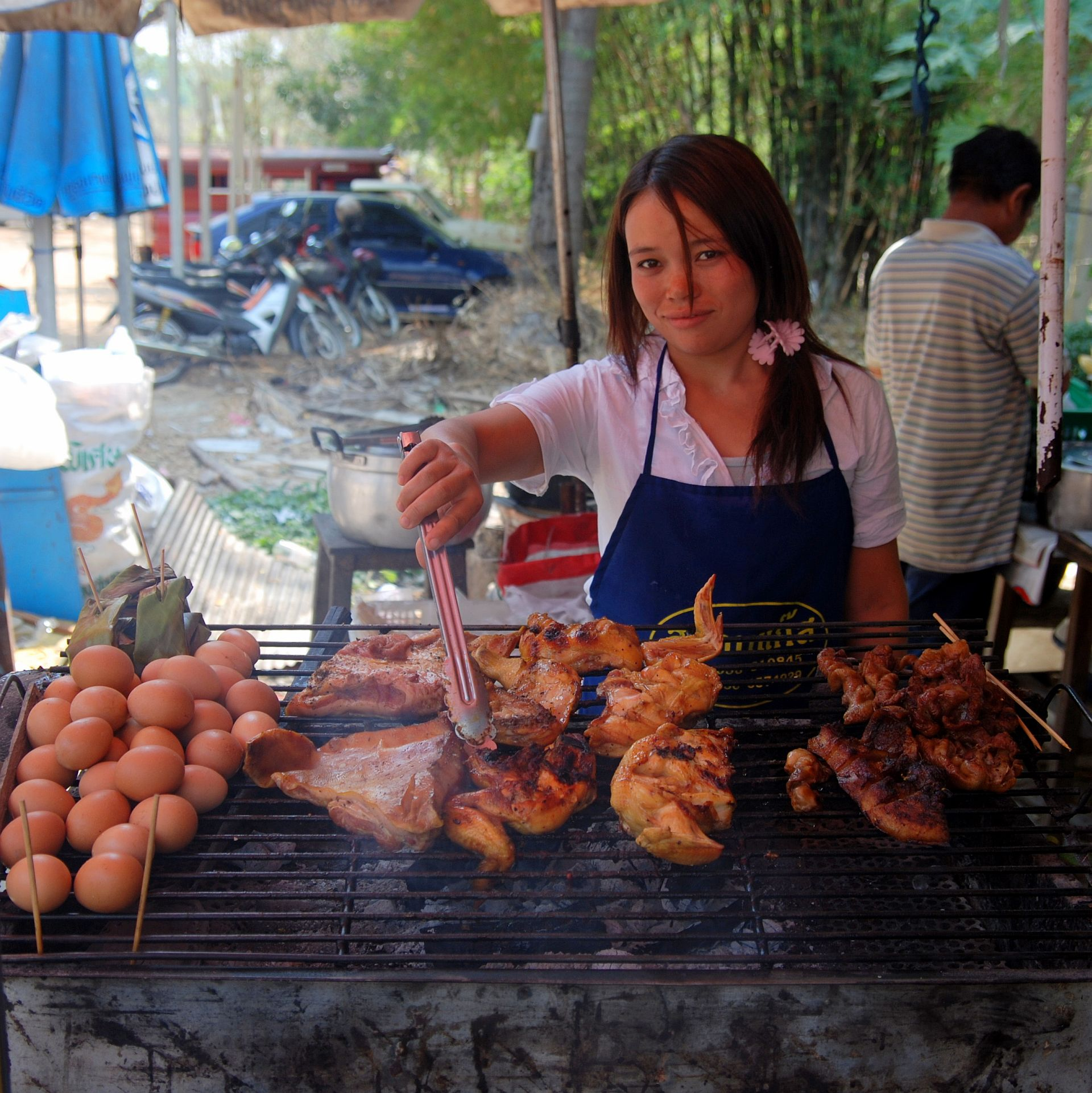
Una ragazza Thai a un banchetto per la vendita di cibo da strada.

Il ruolo e i diritti delle donne nello sviluppo della nazione thailandese non è stato ancora pienamente compreso ed accettato all'interno del sistema sociale vigente; i fattori che influenzano negativamente la partecipazione femminile in campo socio-economico sono principalmente un'inadeguata consapevolezza di genere, oltre ad ampi e variegati stereotipi sociali.
In Thailandia le donne sono state tra le prime donne asiatiche ad ottenere il diritto di voto, nel 1932. Dal 2011 al maggio del 2014, il primo ministro è stata però una donna, Yingluck Shinawatra. Dal 2024, nipote di Yingluck è diventata primo ministro Paetongtarn Shinawatra

## Ruolo pubblico
Nonostante l'assenza di limitazioni legali per le donne nei riguardi di una loro partecipazione alla politica effettiva del paese, i fattori che ostacolano ancora l'ascesa delle donne possono includere barriere strutturali, impedimenti culturali, risultati educativi più bassi, uno status socio-economico inferiore e, non da ultimo, le problematiche inerenti alla condivisione del potere con i membri dell'altro sesso.
La prima donna thailandese ad ottenere per la prima volta un seggio in parlamento è stata Orapin Chaiyakan nel 1949, alla camera dei rappresentanti dell'assemblea nazionale del regno. Il diritto di voto fu garantito per la prima volta alle donne thai con la prima costituzione del 1932, a seguito del colpo di Stato conosciuto come rivoluzione siamese del 1932, con cui il re Rama VII fu costretto a concedere la monarchia costituzionale.
Secondo una ricerca condotta nel 2000, le donne elette al Senato erano il 10%, quelle elette alla Camera dei Deputati il 6%, mentre le elette nelle amministrazioni locali erano il 10%. Vi erano 81 sindaci donna e le donne con incarichi di responsabilità nei ministeri del governo thai erano il 18%, la maggior parte delle quali nei dicasteri considerati per tradizione più aperti all'impiego femminile, la Pubblica Istruzione e la Sanità. Fu nel 1995 che per la prima volta furono elette donne alla carica di governatrice provinciale e amministratrice di distretto (amper).

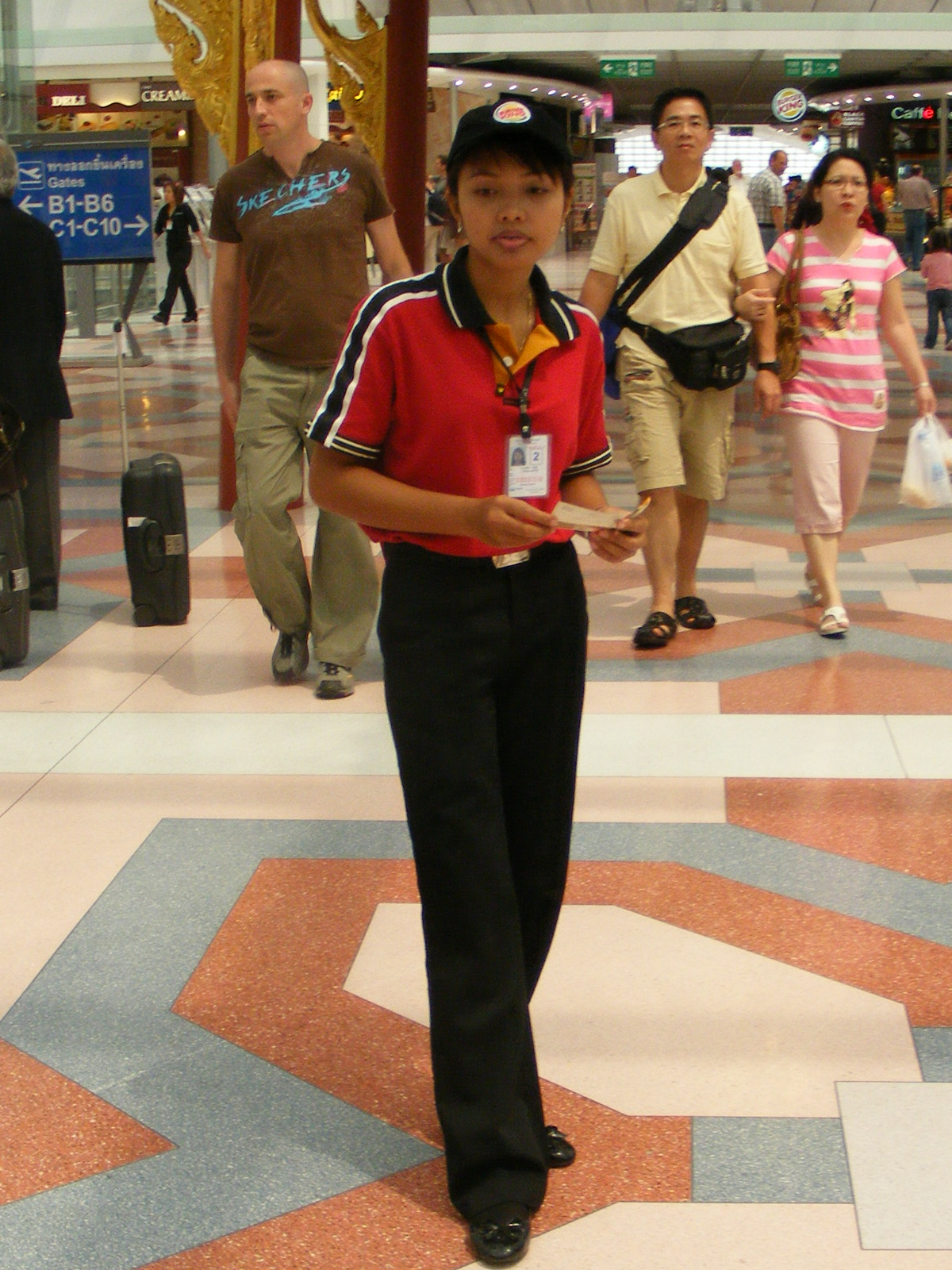
Una giovane donna lavoratrice all'aeroporto.

## Mondo del lavoro
La popolazione femminile costituisce il 47% del mondo finanziario e imprenditoriale della nazione, costituendo la più alta percentuale di donne impiegate in lavori altamente professionali e/o specializzati dell'intero Sudest asiatico: nonostante ciò, le donne che lavorano devono ancora confrontarsi con varie discriminazioni e disuguaglianze di genere, sia in relazione ai salari sia dal fatto d'esser concentrate in impieghi meno retribuiti.
In relazione al benessere psicofisico, le donne sono soggette a diventare più facilmente vittime di violenza sessuale e/o violenza domestica, di traffico di esseri umani, di prostituzione forzata ed altre forme di abusi domestici e crimini sessuali.

## Matrimonio

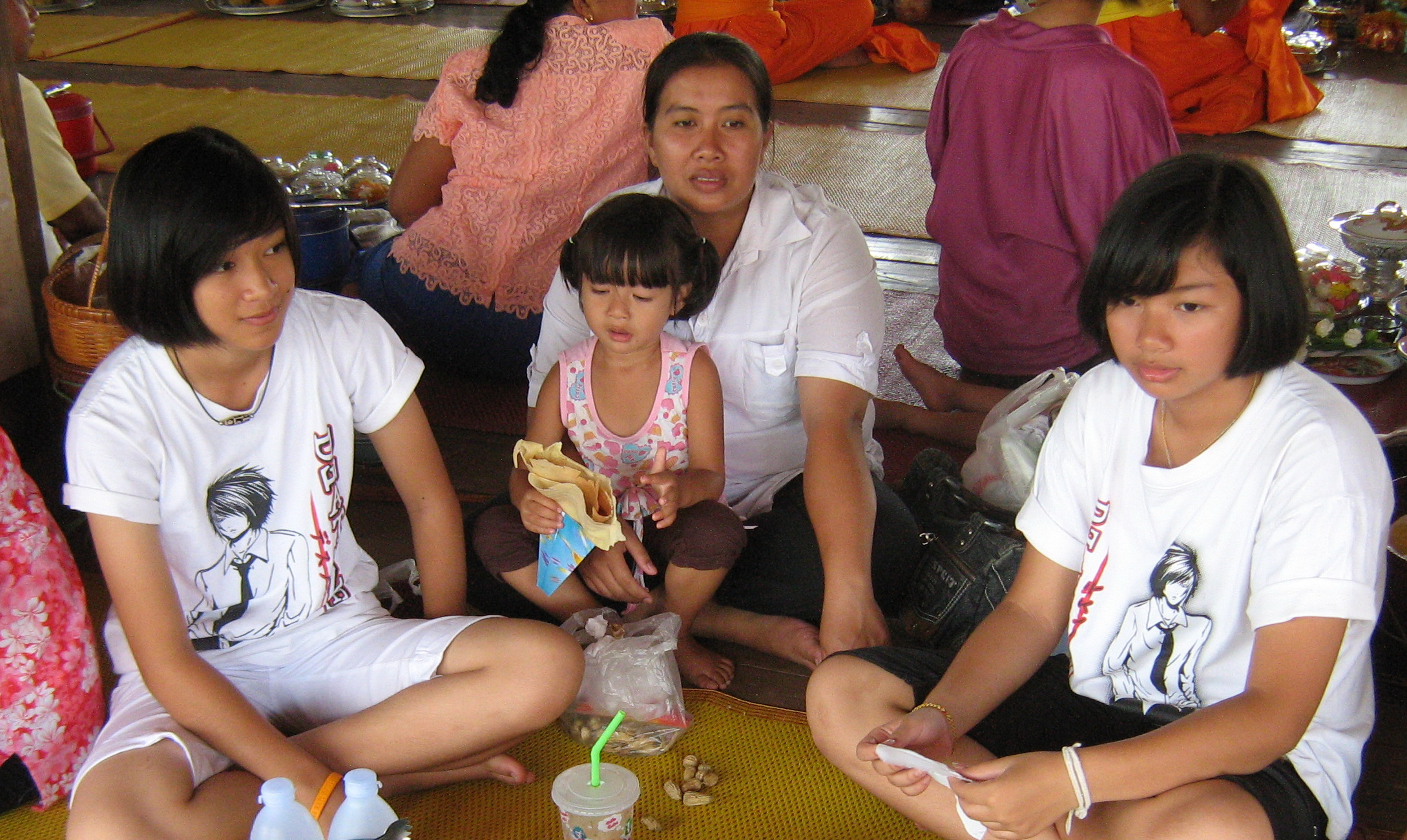
Donne thailandesi ad una cerimonia buddhista.

Secondo l'ufficio nazionale statistico le donne si sposano ad un'età relativamente più giovane rispetto ai maschi, ed il 24% delle famiglie hanno delle donne identificate come capo-famiglia. Nel 2007 il New York Times ha riferito che, dopo la guerra del Vietnam la Thailandia è diventata la principale zona di "riposo e svago" nonché una delle principali destinazioni di turismo sessuale e turismo sessuale minorile da parte di ricchi stranieri.
Vi sono poi anche uomini europei e americani di mezza età che stabiliscono contratti matrimoniali con donne Thai; queste donne, una buona parte di loro ex-prostitute, cercano in tale maniera di riscattarsi dalla dura forma d'esistenza che han dovuto affrontare in precedenza, ma anche dall'esser state abbandonate o per sfuggire da situazioni di miseria ed infelicità.